# Gentiana meiantha
Gentiana meiantha är en gentianaväxtart som först beskrevs av Charles Baron Clarke, och fick sitt nu gällande namn av H. Smith. Gentiana meiantha ingår i släktet gentianor, och familjen gentianaväxter. Inga underarter finns listade i Catalogue of Life.